# Can Duran (Bigues)
Can Duran és una masia a Bigues (poble del Vallès). És una construcció del segle XX al sector nord-oest del terme municipal de Bigues i Riells, prop del límit amb Sant Feliu de Codines, al sud-est de la urbanització dels Saulons d'en Déu, a l'esquerra del Xaragall de Can Duran al nord del Sot de Santa Elvira. Està inclosa en el Catàleg de masies i cases rurals de Bigues i Riells.